# Yurok
Los yurok son una tribu nativo americana de Estados Unidos del tronco macro-algonquino o álgico, cuyo nombre procede de yuruk  “río abajo”, pero que se hacían llamar Olekwo’l  “persona”. Se dividían en 50 poblados. 

## Localización
Vivían a lo largo del bajo río Klamath y de la costa del Pacífico. Actualmente ocupan las reservas y rancherías de Big Lagoon, Hoopa Valley, Resighini, Trinidad y Yurok, en California. 

## Demografía
En 1870 eran unos 2500 individuos, pero fueron reducidos a 500 en 1909. En 1960 había unos 957 en California, y según Asher eran 4500 en 1980, aunque parece más acertado pensar en un número de 1200 en 1990. Según el censo de 2000, había 4098 puros, 382 mezclados con otras tribus, 1170 mezclados con otras razas y 159 mezclados con otras razas y otras tribus. En total, 5809 individuos. Según datos de la BIA de 1995, en la ranchería Big Lagoon había 30 habitantes (17 en el rol tribal), en la ranchería Resighini eran 85 habitantes (82 en el rol tribal), en la ranchería Trinidad había 164 habitantes (143 en el rol tribal) y en la reserva Yurok 3933 habitantes (3448 en el rol tribal).

## Costumbres

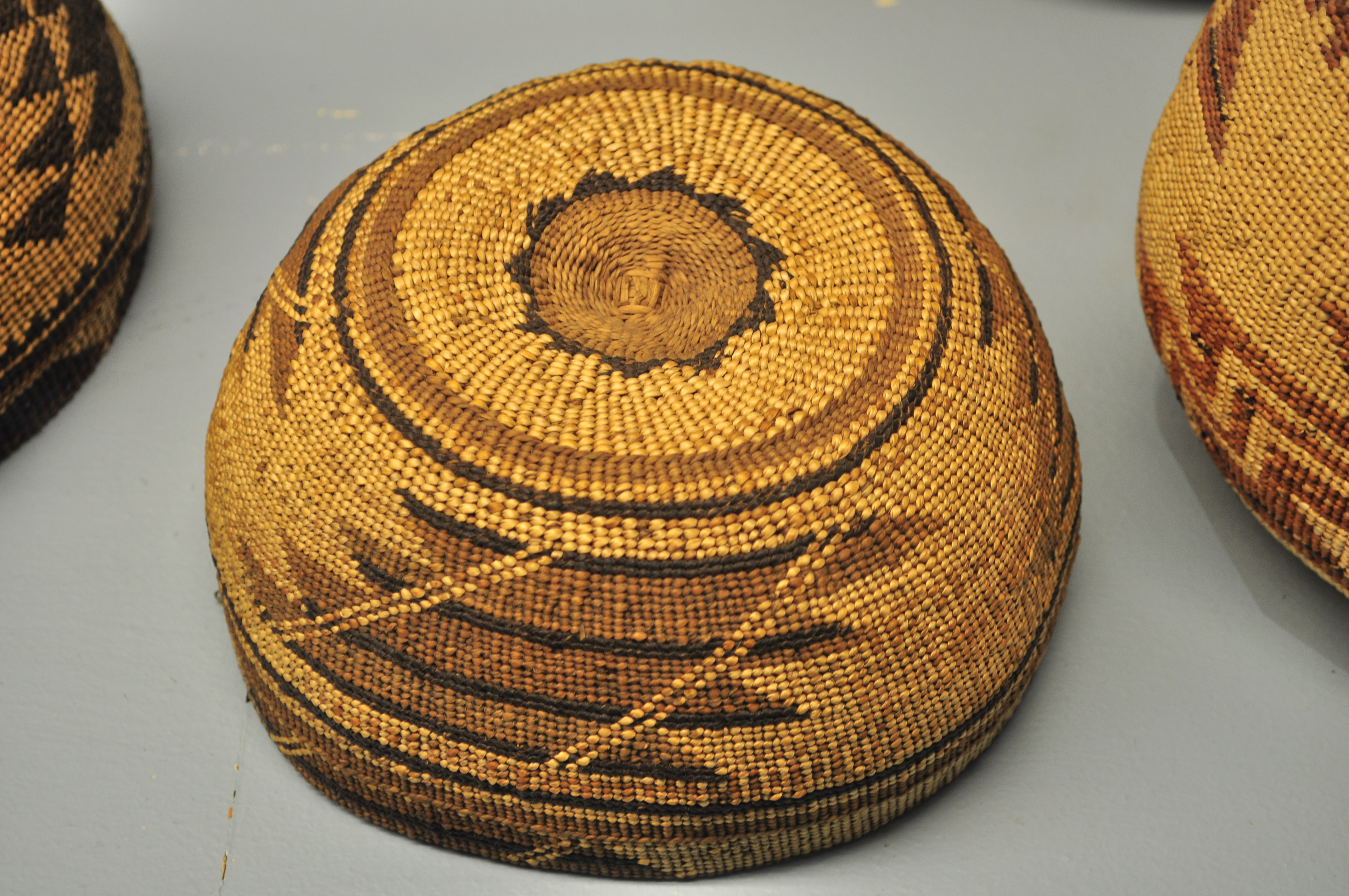
Sombrero de mujer yurok

Su cultura es similar a la de los karok. Sus poblados eran pequeñas colecciones de casas independientes que pertenecían a familias individuales, y no a una comunidad unificada con autoridad política total. Los residentes se dividían los derechos de las áreas de subsistencia y las de ejecución de ciertos rituales, pero otros derechos, como los de pesca, caza y recolección, pertenecían a casas particulares. La conciencia de clase y la diferencia entre ricos y pobres era muy marcada.
Los derechos se adquirían por herencia, dote, dinero de sangre o por venta. Las ciudades también tenían casas de sudor, las cuales servían de dormitorio a los hombres y eran una unidad social básica (consistente en contados miembros en la banda paterna, encabezados por el miembro más viejo). Además tenían casas menstruales para las mujeres.
Llevaban en la cabeza una banda cubierta con plumas de gallo, rematadas con tripas de ciervo.
Su economía se basaba en la pesca del salmón y la recolección de frutos y semillas. Además eran buenos cesteros. Usualmente proveían de canoas a los karok, pues tenían acceso a los bosques de secoya. La riqueza se contaba en cinturones de conchas, tallas de obsidiana, cabelleras de plumas de pájaro carpintero y pieles de ciervo albino. Adquirir riquezas era el mayor ideal de los yurok y karok. Las riñas eran habituales, con el pago de dineros de sangre siguiendo una precisa escala de valores que dependía de la importancia de la ofensa. El valor de la vida humana dependía de su estatus social.
La religión estaba comprometida con el esfuerzo individual para obtener bienes sobrenaturales, especialmente mediante rituales purificadores y ritos para el bienestar público. El más importante era el Ciclo de Renovación del Mundo, en el cual se aseguraba abundancia de alimentos, riquezas y bienes. Incluía la recitación de fórmulas mágicas repitiendo las palabras de un anciano espíritu de casta y otros actos. También celebraban con los karok y hupa la danza anual de la Piel del Ciervo Albino. El poder espiritual de sanar enfermedades estaba reservado a las mujeres, lo cual les daba no solo prestigio sino también riquezas. Tanto yuroks como karoks celebraban el Potlatch, con danzas de máscaras, arte representativo y otras artes propias de las tribus del Noroeste.

## Historia
Los principales asentamientos eran Atsepar, Loolego, las tres villas Pekwuteu, Weitspus y Ertlerger en la confluencia del Trinity con el Klamath, Wakhshek, Atsep, Kenek, Merip, Kepel, Shaa, Murek, Meta, Nakhtskum, Sheregegon, Yokhter, Pekwan, Kootep, Wakhtek, Wakhker, Tekta, Serper, Enipeu, Ayotl, Erner, Turip, Wakhkel, Hoopeu, y Wetlko y Rekwoi en el lado opuesto de la desembocadura del Requa. En la costa están las de Ashegen, Eshpeu, Arekw, Tsahpekw, Oketo, Big lagoon y Tsurau (Trinidad).
Se les consideraba la tribu más desarrollada del Norte de California. Los restos arqueológicos indican que ya vivían allí en 1300. Se mantuvieron aislados de los blancos hasta bien entrado el siglo XIX, aunque fueron visitados por Bodega y Pérez en 1775, en 1827 les visitaron comerciantes de la Hudson Bay Company, y en 1828 también les visitó Jedediah Smith. Teóricamente, formaban parte del Imperio Español, y desde 1821 de la República de México, pero nunca se les molestó.
Desde 1848, por el Tratado de Guadalupe-Hidalgo, pasaron a formar parte de los EE. UU., y dentro de ellos, desde 1849 del Estado de California.  Pero no tuvieron contacto real con los blancos hasta 1870, ya que en su territorio no había oro. Aun así en 1850 sufrieron una epidemia de viruela.
Desde entonces el alcohol, las enfermedades y la aculturación disminuyó su número, y a finales del siglo XIX la BIA les cedió algunas reservas en su territorio original. En 1855 se les asignó una reserva. En 1988 se aprobó la Hoopa-Yurok Settlement Act que dividía sus tierras.

## Lista de yurok
- Lucy Thompson
- Shaunna Oteka McCovey